# Bettina Plank
Bettina Plank (født 24. februar 1992) er en østrigsk karateka.
Hun repræsenterede Østrig under sommer-OL 2020 i Tokyo, hvor hun vandt bronze i 55 kg kumite.